# Топличко-јабланичка операција
Топличко-јабланичка операција (по немачкој терминологији операција Трумпф —   и Кераус —  ) представља почетну фазу Битке за Србију. Док је Друга оклопна армија водила операције у циљу спречавања преласка снага НОВЈ у Србију из Босне и Црне Горе, командант Србије, односно Војноуправни командант Југоистока, генерал Фелбер, имао је задатак да отклони претњу од новоформираних снага НОВЈ унутар Србије.
Основни војни циљ Битке за Србију биле су комуникације од виталног значаја за трупе и позиције на југоистоку, а управо на најосетљивијем месту, у простору између две једине комуникације, јужноморавске и ибарске, формирала се, уз савезничку материјалну помоћ, најбројнија групација НОВЈ у Србији.
Против ове групације генерал Фелбер испланирао је и покренуо низ операција ради њеног разбијања. Овај низ састојао се од три сукцесивне операције, Операцију „Трумпф”, „Халали” и „Керхаус”. Овај низ повезаних операција, заједно са противактивностима јединица НОВЈ, у послератној југословенској историографији добио је заједнички назив „Топличко-јабланичка операција 1944”.
Будући да генерал Фелбер није располагао фронтовским јединицама, већ само полицијским и територијалним, ангажовао је шаролике савезничке снаге. Поред уобичајених квислиншких снага (бугарских окупационих трупа, СДС, СДК, РЗК), током ових операција најзначајнији савезник биле су му јединице ЈВуО. С обзиром да је Михаиловић сматрао својим виталним интересом ликвидацију НОВЈ у Србији, ангажовање ЈВуО било је репрезентативно: запажену улогу имала је Четврта група јуришних корпуса ЈВуО, као главна мобилна формација у Србији, као и Расинско-топличка група корпуса и Други косовски корпус ЈВуО.
Захваљујући бројчаној и техничкој надмоћи, трупе генерала Фелбера успеле су да потисну јединице НОВЈ са слободне територије. Еластичном одбраном и маневрисањем између непријатељских колона, ове јединице су ипак успеле да избегну значајније губитке.

## Садејство ЈВуО и Немаца
Михаиловић није делио исту визију са Немцима. Међутим, он се концентрисао на сузбијање унутрашње опасности, односно комунизма, тако да су му Немци били незанимљиви, или понекад корисни.
Немци су се са своје стране нашли у озбиљној кризи. Цела њихова одбрана Југоистока зависила је од једине две саобраћајне артерије — моравске и ибарске. Ово су уочили Савезници, и, будући веома заинтересовани за област Југоистока, успоставили широку сарадњу са НОВЈ у Србији, са првенственим циљем пресецања ових артерија.
На тај начин су се Михаиловић и Немци нашли пред заједничким непријатељем. Несугласице, инциденти, а понекад и озбиљније полицијске акције, тренутно би изгубиле на значају у случају упада снага НОВЈ у Србију. Отуда су, упркос извесног незадовољства уговорима који су постојали између команданта Југоистока и Михаиловићевих снага током јесени — зиме 1943/44, кад је дошло до продора 2. и 5. дивизије НОВЈ у Србију 15. марта — 29. маја 1944, одмах успостављена координација. Немци су при Михаиловићеве оперативне штабове делегирали мајора Вајела као официра за везу.
Током ових операција он се налазио при штабу 4. групе јуришних корпуса ЈВуО, и руководио групом десетак официра за везу при командама корпуса.
Немци у својим документима снаге ЈВуО називају "борбена група „Вајел”.
Србија
Осетно се заоштрава положај на југоистоку Србије. Ово се означава кроз:
а) Изградња и строга организација комунистичких јединица уз помоћ Енглеза,
б) Покушај комуниста да запрече долину Ибра и Јужне Мораве, као и, вероватно, долину Тимока, и да се повежу са комунистина било у Шумадији, било у североисточној Србији. Све ове акције предузете са циљем да се створе повољни предуслови за сједињење на Ибру са 2. корпусом из Црне Горе. Опште померање комуниста из југоисточне Србије на север и запад, јаке борбе комуниста на територији Бруса, јачи притисак са Јастрепца према Крушевцу, напредовање једне комунистичке групе од Сокобање на територију северозападно од Књажевца јасно потврђују ове намере.

Под немачким утицајем, у току су противмере од стране Д. М. При томе су пребачене из североисточне Србије јаке четничке снаге и ангажоване на територији Књажевца, а са југозапада Србије на Ибар, односно на територију северно од Бруса. У садејству са нашим трупама, успело је комунисте да се заустави, односно да их се потисне, на територији Бруса и северозападно од Књажевца.
Србија:
Незнатна локална делатност банди. Као привремена противмера против намере непријатеља (срп[ски] изв[ори]) да са две дивизије (16. и 36) упадне преко Дрине у западну Србију, II/л. СДК, који се налазио на путу за операцију „Трумпф“, промењен је правац кретања и послат је на марш за Љубовију, а I/3. СДК из Ковиљаче за Чулине (12 км. јз. од Зворника) са задатком обезбедења Дрине. Намера: 2 чете 1. пука РЗК, ојачане тешким оружјем, за Зворник, II 1/5. пука РЗК из Умке за Ковиљачу, извиђање преко Дрине. Операција „Трумпф": непријатељ се са главнином провукао преко Топлице, а делови су се повукли према истоку преко Мораве. На северозападном обронку Јастрепца још борбени додир са слабијим непријатељем. Намера: Уз остављање четничких јединица у циљу допунског чишћења рејона јужно од Крушевца, прегрупација сопствених снага за напад на непријатеља јужно од Топлице. Четничке јединице „Вајл“ са з.[апада], буг. 27. див. са севера, Борбена група „Дизенер“ са и.
23. бандитска дивизија највећим делом још у рејону Криви Вир — Валакоње, поновно извиђајући с деловима према југу и северу.
На жел. прузи Бор — Метовница, командоси РЗК у додиру с непријатељем, малом групом бандита, 7 не-пријатеља мртвих, 1 заробљен. У планинама ји. Ниш, четници и српска полицијска одељења за обезбеђење у борби са тамошњим црвеним непријатељским снагама (22. црвена бандитска дивизија).
Друм Лесковац — Лебане поново миниран. СДС, одељења за обезбеђење и четници у борби с комунистима југоист. од Лазаревца, наводно 23 непријатеља убијена.
Након ове операције лично Воноуправни командант Југоистока генерал Фелбер састао се у Крушевцу са Нешком Недићем, начелником штаба 4. групе јуришних корпуса ЈВуО.
14. 7. 44. у 9.00 часова пре подне водио сам разговор у Крајс-командантури Крушевац са меродавним четничким командантом Нешком Недићем из штаба Драже Михаиловића. Разговор је вођен на молбу поменутог Недића. Нешко Недић је сада начелник штаба четничке групе која се са нама бори у акцији „Трумпф“ и чија се јачина може проценити на око 10.000 људи. У уводном излагању, Недић је напоменуо да су четници у Енглеску изгубили свако поверење, пошто су их Енглези издали и сада Титовим бандама лиферују наоружање и муницију, услед чега четници морају да крваре и да умиру. Пошто су они сами у борби против комунизма и сувише слаби, увидели су да морају тражити ослонац у немачком Вермахту коме ће се безусловно потчинити са пуно поверења. Они су спремни да се боре против комунизма свуда тамо где бих их ја поставио. На другој страни, Недић је молио поновну помоћ у виду испоруке муниције и наоружања, а нарочито тешког наоружања. Четници су спремни да дају сваку гаранцију да ће се испоручено наоружање и муниција употребити само против комунизма. Он је молио двоструки борбени комплет пешадијске муниције, која треба да буде издата под контролом Штаба за везу Вајл, на пример уз повраћај празних чаура; даље је молио испоруку неколико италијанских тешких минобацача. Молио ме је за одлуку.
...
Мој лични утисак је да се овог пута ради о потпуно озбиљној понуди четника, коју треба прихватити. По мом мишљењу, овде се пружа задња шанса и ако се не искористи могао би то бити пропуст са тешким последицама. Ако четнике поново одбијемо, терамо их, бар делимично, у логор црвених. Немачки официр за везу, мајор Вајл, носилац Крста витешког реда, који се од пре дужег времена налази код четника, изразио ми је исто схватање о озбиљности понуде.
Фелбер

генерал пешадије
Након ових разговора уследила је позната августовска иницијатива опуномоћеног изасланика Нојбахера и штаба Југоистока за формирање српског корпуса од 50.000 људи који би се под командом Михаиловића борио на страни Немаца. Хитлер је обуставио ову иницијативу, али је дозволио локалну сарадњу. Почетком септембра, у духу ове идеје, Немци су ставили СДС и СГС под Михаиловићеву команду, формиравши од њих Српски ударни корпус.

## Ангажоване снаге
- - ОСОВИНА
- Немци

— 5. полицијски пук
— 1. полицијски пук (делови)
— 14. окл. батаљон
— делови 12. окл. пука
- ЈВуО

— 4. група јуришних корпуса ЈВуО
— Расинско-Топличка група корпуса
— 2. косовски корпус
- Бугари

— 27. пешадијска дивизија
— 22. пешадијска дивизија (мањи делови)
- Српски добровољачки корпус (Љотићевци)

— 5 непотпуних пукова
- - САВЕЗНИЦИ:

— 21. српска дивизија НОВЈ
— 24. српска дивизија НОВЈ
— 25. српска дивизија НОВЈ
— садејство 22. српске дивизије НОВЈ
— извесна подршка и ваздушно снабдевање од стране савезничке авијације.

## Одвијање борбених дејстава
Операција је замишљена као: концентрични напад у циљу сабијања, опкољавања и уништења снага НОВЈ
Услед ширине и облика слободне територије НОВЈ, неке погодне полазне положаје требало је тек изборити. Због тога је претходно извршен припремни удар изна простор између Копаоника и Александровца.
Овај напад извршиле су 5. јула јединице 4. групе јуришних корпуса ЈВуО са положаја између планина Жељин и Копаоник, које су напале центар положаја 21. дивизије НОВЈ. На десном крилу 4. групе јуришних корпуса Расинско-Топличка група корпуса ојачана немачким оклопним и моторизованим саставима 5. СС полицијског пука наступила је из Александровца према Брусу, а на левом крилу 2. косовски корпус. 21. дивизије НОВЈ се, да би избегла обухват, и у заштитним борбама, пребацила се до 8. јула на десну обалу реке Топлице.
Тиме су достигнути полазни положаји за операцију „Трумпф”.
Наступни марш Бугара и четника за операцију »Трумпф« одваја се плански. Почетак 10. 7.

### Операција „Трумпф”
У првој етапи операције, названој „Трумпф” замишљено је да се нападом из долине реке Топлице, са Копаоника и из долине Западне и Мораве, паралише активност 21, 22, 24. и 25. дивизије НОВЈ и других самосталних партизанских јединица и те снаге набаце на планинска подручја између Топлице и Јабланице, чиме би се јединицама НОВЈ маневарски простор сузио на планинску област између Топлице и Јабланице. Главни проблем за нападача представљала је неугодна позиција 16. српске бригаде 25. дивизије и Јастребачког НОП одреда који су се налазили на Јастрепцу, односно у позадини главне полукружне полазне линије. Отуда је 10. јула отпочео концентрични напад на Јастребац.
Ове снаге су се без већих губитака ноћу 10/11. јула успешно пробиле кроз борбени поредак бугарске 27. дивизије преко Топлице, и спојиле с осталим јединицама 25. дивизије
Ноћу 10/11. јула 1944. на импровизовано узлетиште на Радан планини долетео је генерал Коча Поповић, дотадашњи командант Првог пролетерског корпуса НОВЈ. Он је 12. јула преузео команду над Главним штабом НОВ и ПО Србије.
Ради даљег ометања непријатељских планова и разбијања концентрације, Главни штаб НОВ и ПО Србије је 13. јула упутио 21. дивизију преко Куршумлијске Бање поново ка Лепенцу и Брусу, односно на северну страну Топлице и у позадину нападних снага. Она је разбила четничку Косаничку бригаду и делове 5. јуришног корпуса и 16. јула овладала значајним котама у позадини, што је изазвало поновно враћање и натерало 4. групу јуришних корпуса и 2. косовски корпус на напорне и компликоване маневре, док је њихове дотадашње положаје од Тулара до Куршумлије преузела је бугарска 27. дивизија.
Дана 17. 7. црвене снаге отпочеле су напад јужно од Куршумлије (јужни део Србије) на четничке јединице под командом мајора Вајела [Weyel]. Четници су били принуђени да се повуку у правцу северозапада. Циљ комуниста је вероватно локално померање једне дивизије
Током 18. и 19. јула 21. дивизија поново је враћена у област Куршумлије, чиме су комбиноване осовинске снаге коначно овладале позицијама за одлучујући напад.

### Операција „Халали”
Општи напад на 21, 24. и 25. дивизију НОВЈ (операција Халали), око 40.000 комбинованих трупа под командом генерала Фелбера, отпочео је 19. јула с полукружне основице Лебане — Косанчић — Прокупље — Туларе — Куршумлија. Захваљујући великој надмоћности у људству и техници, нападач је савладао одбрану дивизија НОВЈ и избио са бугарском 27. дивизијом на планину Видојевицу и Ргачку планину, немачком пуковском борбеном групом Дизнер и СДК пред линију Статовац (Горњи и Доњи) — Славни -Бучумет (Горњи и Доњи) и са четничким корпусима ка планини Соколовици, затворивши обруч око њих. Да би избегао притисак непријатеља, ГШ Србије наредио је 21. дивизији да продре 21. јула ка горњем току р. Топлице и Копаонику; 24. дивизији, ојачаном бугарском партизанском бригадом Георги Димитров и Јастребачким НОПО, да с ослонцем на Арбанашку планину, планинуРадан и Петровац дејствује према Пустој реци и горњој Јабланици, а 25. дивизији да се пребаци у рејон око Медвеђе.
Ми смо решили, будући у дефанзиви, да деконцентришемо наше снаге. Са 25. смо пошли за Оруглицу, а 21. и 24. требало је да се у повољном тренутку извуку и привремено дејствују на ширем простору. У томе нису успеле и убрзо су се, са непријатељем за петама, и оне нашле око Оруглице. Све три дивизије нашле су се на уском простору, са непријатељем испред и бугарском, а нарочито арнаутском границом позади.
У таквој ситуацији, ГШ НОВЈ Србије одлучио се на заједнички маневар све три дивизије преко територије Косова, ради заобилазног избијања у област Копаоника, где се очекивао долазак Оперативне групе дивизија под командом Пека Дапчевића. Овај маневар међутим није успео услед недовољне чврстине и борбене способности јединица. Оне су се, прешавши на територију Косова и наишавши на известан отпор балиста којима је садејствовала немачка артиљерија из Гњилана, не показавши значајну упорност у нападу, без наређења повукле назад, и тако се нашле концентрисане на малом простору и изложене нападу надмоћних снага.
Најлакше је било отићи преко Мораве, иако је и то било везано са великим напорима и вероватним тешкоћама при прелазу пруге (са гломазним болницама и неучвршћеним јединицама: најбоља, 21. дивизија, била је већ јако преморена). Али отићи преко Мораве значило је удаљити се од Копаоника, у ком правцу се очекивао Пеков долазак, значило је отићи са главнином у периферију и пустити наше раније базе, народ који је био уз нас, на милост и немилост окупатору и четницима. Због тога смо донели одлуку да се привремено склонимо на Косово. Кренули смо, прешли насилно границу, али смо још истог дана, увече, морали да се вратимо, повучемо пред Арнаутима. Објективне околности постојале су за извршење овог плана, али јединице су се показале неспособне да дејствују повезано, због тешке ситуације, маршева и борби, људство је било много попустило — показало се да није још способно да издржи веће напоре.
Тако су се јединице НОВЈ вратиле тачно под удар непријатеља, у сусрет трећој фази немачког плана.

### Операција „Керхаус”
Фелберове снаге углавном су већ биле запоселе линију Јабланице и околне истакнуте положаје. Са тих позиција оне су 26. јула кренуле у напад на три дивизије НОВЈ сабијене на малом простору.
ГШ НОВЈ Србије реаговао је умесно, и поново извршио дисперзију јединица. 26. јула наредио је 21. и 24. дивизији да изврше противудар и врате се у подручје Јабланице, Пусте реке и планину Радана, а 25. дивизији да се пребаци на планину Кукавицу и, затим, преко Јужне Мораве, у рејон Криве Феје. У противудару, 24. дивизија водила је борбе против Немаца, СДК, СДС и четника код села Мелова, Поповаца, на Бувачком вису и код села Дрводеље, Радеваца и Буваца, а 21. дивизија око Лебана. После преласка Јабланице, обе дивизије избиле су 3. августа на планину Радан, а наредног дана разбиле четнички Топлички корпус, и поред Грабовнице избиле на реку Топлицу. Тамо су дошле у додир с Оперативном групом дивизија НОВЈ (2, 5. и 17.), која је, у међувремену, разбила операцију Драуфгенгер, форсирала Ибар и избила на планину Копаоник. Тиме се идеја немачке офанзиве дефинитивно расплинула и однос снага битно променио.
Операција »Кераус«: непријатељ се пробио на 15 км југо-југоисточно од Куршумлије под борбом у повлачењу преко Радан-планине у правцу Мехуне. Губици непријатеља у операцији »Кераус« од 27. 7, укључујући и 3. 8.: 173 мртва, 42 заробљена; плен: 4 митраљеза, 12 машинских пиштоља, 53 пушке и неколико коња. Намера: премештање штаба I и II батаљона 5. полицијског пука у Куршумлију. Употреба главних снага четничких група из простора Бруса против непријатеља који је продро преко Ибра.

## Резултат операције и непосредне последице
Дуготрајни упорни притисак успео је да измори јединице НОВЈ и да за краће време смањи њихову борбену вредност. Ипак, основни циљ уништења база НОВЈ и обезбеђења комуникација није постигнут.
Напротив, након пробијања Оперативне групе „Дапчевић” преко Ибра 3. августа и тешког пораза који је током наредних десетак дана нанела главнини снага ЈВуО, иницијатива је потпуно прешла на страну НОВЈ. Јединице су се масовно попуњавале новим добровољцима, а слободна територија је убрзо поново освојена. 7. августа НОВЈ је заузела Брус а 9/10. августа Александровац. Од 8. до 14. августа вођене су борбе за Куршумлију, а 9. септембра нападнут је немачко-четнички гарнизон у Крушевцу.
Вероватно најважнији резултат био је избијање НОВЈ на моравску комуникацију, тако да, после операције „Ратвик” немачка Група армија Е са југа никад није успела да се пробије даље од Врања.